# Geotrypetes angeli
Geotrypetes angeli és una espècie d'amfibi sense pates de la família dels dermophiidae. Va ser descrit el 1936 per Hampton W. Parker (1897–1968).

## Descripció
Musell arrodonit, prominent, una mica més llarg que la distància interocular; orificis nasals properes a la punta del musell; obertura tentacular prop de la vora labial, lleugerament darrere de la vertical de la fossa nasal. Té 105 plecs primaris 105, els darrers 27 s'uneixen dorsalment; els plecs secundaris són 33, els darrers 7 complets dorsal i ventral. És de color marró fosc uniforme per sobre i més clar per sota. Longitud 224 mm; diàmetre màxim 8 mm.
Probablement viu sota terra al bosc. Altres hàbitats possibles són plantacions d'arbres fruiters, jardins rurals i bosc secundari. Se suposo que com el Geotrypetes seraphini, és vivípar i no depèn de l'aigua per a la reproducció.

## Distribució
És conegut per les localitats tipus (Labe i Beyla a Guinea) i els turons de Tingi a Sierra Leone, presumiblement es troba al nord de Libèria.